# Trainz
A Trainz Railroad Simulator, röviden Trainz (Angliában Trainz Railway Simulator), az ausztrál Auran cég által készített 3D-s vasútszimulátor. A játék szép helyezéseket kapott számos játékkritikustól: A GameSpotban 8,7-es pontot ért el a 10-ből, 8,0-s felhasználói pontozással.

## Felépítés
A játék négy modulra van felosztva: Driver (vezető), Surveyor (pályatervező), Scenarios (környezet) és Railyard (pályaudvar vagy saját kollekció).

### Modulok
- Surveyor: A Trainz pályaszerkesztője. Itt a játékos kedve szerint alakíthatja és "festheti" a domborzatot, illetve síneket, gördülőállományt és épületeket helyezhet el. Beépített pályákat is szerkeszthetünk vele, de kezdhetjük a pályaépítést a semmiből is.
- Driver: Az elkészített pályákon ezzel a modullal irányíthatjuk az elhelyezett vonatokat. Két fajta irányítás közül választhatunk: (Digital Command Control) mód ami az egyszerű "állj vagy menj" terepasztali irányítást szimulálja, és a Cabin mode, amiben valósághűen vezethetünk. A vonatoknak kiadhatóak parancsok, így átadható az irányítás a számítógépnek is (Trainz Railroad Simulator 2004 és ezt követő verziókban). Ezt a programból "scheduling"-nak ismerjük.
- Scenarios: (Trainz 1.3 verziója óta) Ezzel előre "szkriptelt" eseményeket lehet gyártani, amik lehetővé teszik a játékosnak, hogy ugyanazon a pályán különböző kihívásokkal kelljen szembenéznie, mint például eljuttatni utasokat a célállomáshoz határidőn belül, vagy vagonrendezést végrehajtani a rakomány sérülése nélkül. A Trainz Railroad Simulator 2006 és Trainz Driver Edition verziókban a "scenario" szerű eszközök futtathatók a vezető modulban is.
- Railyard: Ez egy virtuális mozdonyszín, ahol a játékos megnézheti a telepített mozdonyokat és a vagonokat, megszólaltathatja a dudákat, ki/be kapcsolhatja a lámpákat/áramszedőket és részletes információt kap az épp megjelenített kocsiról.

## Közösség
A játékkal interneten keresztül kapcsolódhatunk egy hatalmas adatbankhoz (Auran Download Station vagy DLS), ahol a játékosok által készített objektumok (tájelemek, gördülőállományok), pályák, scenariok és kiegészítők szabadon letölthetőek, illetve megoszthatóak másokkal. A fel és letöltés egy segédprogramon keresztül (Content Manager) történik, és teljesen ingyenes.
A saját objektumok használatát és megosztását a legelső verzió óta támogatja a program. Az objektumokat azonban csak egy különálló modellező program segítségével készíthetjük el, ilyenek például a Gmax vagy a 3D Studio Max.
Rengeteg olyan oldal jött létre az interneten amelyek – alternatív letöltési lehetőségként – mások által készített pályákat, objektumokat osztanak meg, illetve leírást vagy segítséget adnak a játék használatához. 
Néhány oldalon ingyenes, néhány oldalon fizetős a megosztás, van ahol a játékosra van bízva küld-e adományt a készítőnek.

### Magyar Trainz
Gyakorlatilag az összes mai magyar mozdony szerepel a játékban, néhány egyéni hangokkal, vezetőállással is rendelkezik.
Rengeteg magyar témájú valósághű vagy fantázia szülte pálya készült. Ezek legtöbbje ingyenesen letölthető. A Trainz első verziójának megjelenése óta készülnek a jellegzetes magyaros objektumok, mára már nincs olyan tárgy ami ne lenne meg virtuálisan a DLS-en.
Leghíresebb a Debrecen-Nyíregyháza vasútvonal virtuális mása, amelyet kiegészítőként CD-n ki is adtak a lelkes fejlesztők, több száz magyar objektummal együtt. Szintén említésre méltó a PTS Club által készített Miskolc – Nyíregyháza vasútvonal és a Balaton déli partját leképező folyamatosan fejlődő Dél-Balaton pálya is.

## Hardver
A játékban használható egy asztali vezetőállás a Raildriver is.

## Verziótörténet
- Trainz Béta 0.9 Megjelent: 2001. november
- Trainz 1.0 (Community Edition) Megjelent 2001. december

Trainz 1.0-nak 4 javítócsomagját adták ki 2002-ben (az utolsó csak a nem angol nyelvű verziók számára volt). Emiatt az eredeti verziót sok helyen Trainz 1.3-nak ismerik.
- Trainz 1.1.1 (Retail Edition) Megjelent: 2002. január

Trainz 1.1.1-nek 2 javítócsomagját adták ki 2002-ben (az utolsó csak a nem angol nyelvű verziók számára volt). Emiatt az eredeti verziót sok helyen Trainz 1.3-nak ismerik.
- Ultimate Trainz Collection (UTC vagy Trainz 1.5) Megjelent: 2002. november
- Trainz Railroad Simulator 2004 (TRS2004 vagy Trainz 2.0 vagy (Angliában)Trainz Railway Simulator 2004) Megjelenés: 2003. szeptember

TRS2004-nek 4 javítócsomagját adták ki 2004-től 2005-ig.
- Minimális rendszerkövetelményei: Pentium III 788MHz ; 256 MB RAM ; 32 MB 3D Videókártya

- Trainz Railroad Simulator 2006 (TRS2006 vagy Trainz 2.5) Megjelent: 2005. szeptember

Németországban a Bluesky-Interactive adta ki, ProTrain Perfect néven.
TRS2006-nak 1 javítócsomagja volt.
- Minimális rendszerkövetelményei: Windows 98/2000/ME/XP ; Pentium IV 1.5Ghz ; 512MB RAM ; 64 MB 3D Videókártya (NVidia Geforce ajánlott) ; DirectX kompatibilis hangkártya ; Legalább 4GB szabad hely a merevlemezen
- Ajánlott rendszerkövetelményei: Windows 98/2000/ME/XP ; Pentium IV 2Ghz ; 1GB RAM ; 128 MB 3D Videókártya (NVidia Geforce ajánlott) ; DirectX kompatibilis hangkártya ; Legalább 4GB szabad hely a merevlemezen

- Trainz Railroad Simulator 2007 (TRS2007)

Két cég adta ki, szinte megegyezik a TRS2006-tal. Az Anuman Interactive Franciaországban, Belgiumban, Svájcban és Kanadában adta ki 2 féle verzióban. Az egyik , Standard , az eredeti TRS2006-ot az első javítócsomagjával együtt tartalmazza, a másik , Gold , az előbbieken kívül francia regionális kiegészítőelemeket is. Ezenkívül a Halycon Media GmbH&Co.KG kiadott egy másfajta TRS2007-et, ami Németországban, Svájcban, és Ausztriában jelent meg, annyi különbséggel, hogy francia kiegészítők helyett német kiegészítők voltak rajta.
- Trainz Classic (Trainz Railways (Angliában))

A sorozat első része 2007. július 9-én jelent meg. Ez a sorozat a különböző idők és helyszínek játékban való megjelenítésére, a hangulat megragadására összpontosít, minden tagja plusz pályákat és pályaelemeket tartalmaz.
- Minimális rendszerkövetelményei: Windows 98/2000/ME/XP/Vista ; Pentium IV 1.5GHz ; 1GB RAM ; 128Mb Videókártya (Geforce) DirectX 9 vagy magasabb ; DirectX kompatibilis hangkártya ; 8X CD-ROM ; min. 56K Modem internetes telepítéshez ; Legalább 2GB szabad hely a merevlemezen
- Ajánlott rendszerkövetelményei: Windows 98/2000/ME/XP/Vista ; Pentium IV 2.0Ghz ; 1GB RAM ; 256Mb Videókártya (Geforce 4 vagy újabb) DirectX 9 vagy magasabb ; DirectX kompatibilis hangkártya 8X CD-ROM ; min. 56K Modem internetes telepítéshez ; Legalább 2GB szabad hely a merevlemezen

- Trainz Railroad Simulator 2009

Ez egy nagyobb ugrás az előzőekhez képest. Eddig csupán az új pályákra, objektumokra fordították a hangsúlyt, itt pedig mind teljesítményben, mind grafikában és részletességben fejlesztettek a szimulátoron. A korszerű grafikus megjelenítéseket is támogatta.
Az első része Trainz Simulator 2009: World Builder Edition 2008. november 27-én jelent meg az interneten, a DVD-k kiszállítását decemberben kezdték meg. A CD Projekt Magyarország Kft. vállalta a magyarra átírt verzió kiadását. Tehát a program magyarul kommunikált velünk, magyar nyelvű kézikönyv tartozott hozzá, így elhárultak az eddigi nyelvi nehézségek, még könnyebbé vált a játéknak a kezelése. A második rész Trainz Simulator 2009: Engineers Edition megjelenését 2009. április végére tervezték, de ez nem történt meg, sőt a weboldalról is eltűnt minden eddigi hozzá kapcsolódó információ.
- Minimális rendszerkövetelményei: Pentium IV 2.2GHz; 1GB RAM; 64MB 3D Videókártya (NVIDIA GeForce2 sorozat vagy újabb); Windows XP Service Pack 3; 1024x768 képernyő felbontás
- Ajánlott rendszerkövetelményei: Intel Core 2 Duo; 2GB RAM; 256MB 3D Videókártya (NVIDIA GeForce7 sorozat vagy újabb); Windows XP Service Pack 3; 1024x768 képernyő felbontás

- Trainz Simulator 2010: Engineers Edition

A korábban tervezett Trainz Simulator 2009: Engineers Edition-t végül Trainz Simulator 2010: Engineers Edition néven adták ki, ami 2009 november 13-tól már letölthető volt regisztrált Auran felhasználók számára (Korábbi verziójú Trainz tulajdonosok), és 2009 december első felében már kapható volt az Auran online boltjában. A boltokba várhatóan csak később kerül. A kiadvány újdonsága a SpeedTree rendszer, korszerű grafikus fejlesztések, és új objektumok (Ezek között szerepel már egy magyar mozdony is, illetve többfajta magyar csapat készítette hangulati tájelem.)
- Minimális rendszerkövetelményei: Windows XP (SP3) ; Pentium D 3.4GHz ; 1GB RAM ; nVidia Geforce 7200/128MB ; 15GB szabad hely a merevlemezen
- Ajánlott rendszerkövetelményei: Windows Vista/Windows 7 (64bit) ; 2GB RAM ; Core 2 Duo ; nVidia Geforce 8600 ; 15GB szabad hely a merevlemezen

### Regionális verziók
- Trainz Railway Simulator: Az UTC kiadás előtti verziója. Ez Angliában jelent csak meg.
- Trainz Driver: Ez a TRS2006 lebutított változata. (USA-ban Trainz Driver Edition)
- Trainz Deluxe: (Anglia) Ez egy 3 DVD-s csomag, szerepel benne a TRS2006, a Create You Own Model Railway Deluxe és a Trains from the Lineside.

### Jövőbeli verziók
Ugyanabban az időben lett bejelentve a Train Simulator X mint a TRS2009. Az X a legelső verzió megjelenésének 10. évfordulóját jelenti. A tervek szerint 2011-ben jelenik meg, DVD-n illetve Blu-Ray lemezen (PS3).

### Hivatalos oldalak
- Trainz 2010 weboldal Archiválva 2012. július 2-i dátummal a Wayback Machine-ben (angolul)
- Trainz 2009 weboldal[halott link] (angolul)
- Trainz 2006 weboldal[halott link] (angolul)
- Trainz 2004 weboldal[halott link] (angolul)
- Trainz Classics weboldal (angolul)
- UTC weboldal (angolul)